# Rey Xuan de Zhou
El Rey Xuan de Zhou  (en chino, 周宣王; pinyin, Zhōu Xuān Wáng) fue el undécimo rey de la dinastía Zhou de China. Las fechas estimadas de su reinado son 827-782 a. C. ó 827/25-782 a. C.
Trabajó para restaurar la autoridad real, después del interregno Gonghe. Luchó contra los "bárbaros occidentales", probablemente los Hisen-yu y otros grupos del río Huai en el sudeste. En su año noveno, convocó una reunión de todos los señores. Más tarde, intervino militarmente en las luchas sucesorias de los estados de Lu, Wey y Qi. Sima Qian dice que "A partir de este momento, muchos señores se rebelaron contra los mandatos reales."
| Predecesor: Interregno Gonghe | Rey de China 827 a. C. - 782 a. C. | Sucesor: Rey You de Zhou |